# Solpugassa dentatidens dentatidens
Solpugassa dentatidens dentatidens es una subespecie de arácnido  del orden Solifugae de la familia Solpugidae.

## Distribución geográfica
Se encuentra en el este de África.